# Martha Washington

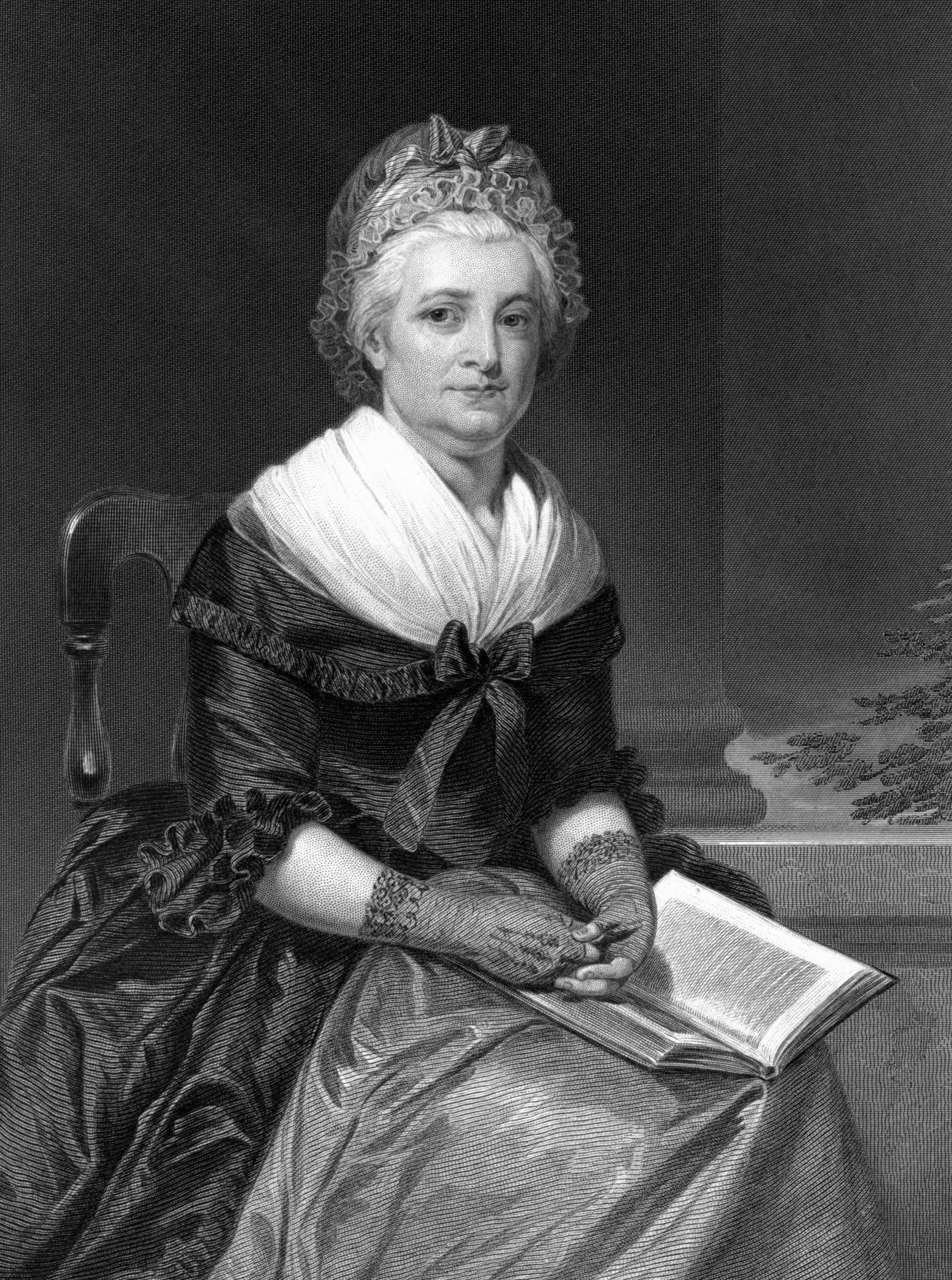
Martha Washington

Martha Dandridge Custis Washington (* 13. Juni 1731 in Williamsburg, Kolonie Virginia; † 22. Mai 1802 in Mount Vernon, Virginia) war die Ehefrau des ersten US-Präsidenten George Washington und damit vom 30. April 1789 bis zum 4. März 1797 die erste First Lady der Vereinigten Staaten. Sie war auch als Lady Washington bekannt.

## Leben

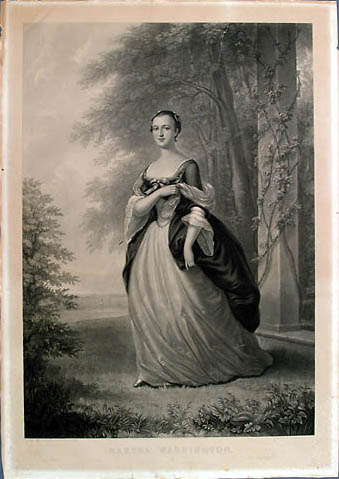
Martha Dandridge Custis, 1757

Martha („Patsy“) Dandridge war das älteste von acht Kindern von John Dandridge und Frances Jones, die 1730 geheiratet hatten, und kam im Juni 1731 im elterlichen Anwesen Chestnut Grove im New Kent County zur Welt. Martha hatte drei Brüder und vier Schwestern: John Dandridge, William Dandridge, Bartholomew Dandridge, Anna Marie „Fanny“ Dandridge Bassett, Frances Dandridge, Elizabeth Dandridge Aylet Henley und Mary Dandridge. Mit einer nicht namentlich bekannten Sklavin von afrikanischer, indianischer und weißer Herkunft hatte er die Tochter Ann, die später Martha Washingtons Sklavin wurde. Väterlicherseits stammte Martha aus Oxfordshire, wo die meisten ihrer Vorfahren sich im 16. und 17. Jahrhundert als Farmer betätigt hatten und dabei zum Teil zu beachtlichem Wohlstand gelangt waren. Im Jahr 1715 war ihr Vater Dandridge mit seinem älteren Bruder in die Kolonie Virginia ausgewandert. Er war als Händler erfolgreich und erwarb Land in erheblichem Umfang im Osten der Kolonie, das er mit Gewinn verpachtete oder weiterverkaufte. Außerdem diente er als Sekretär in der Verwaltung des Countys und betrieb eine Plantage. Historiker ordnen die Dandridge-Familie der „niederen Pflanzeraristokratie“ Virginias zu. Marthas Mutter Jones war in den Dreizehn Kolonien geboren, ihre Vorfahren stammten aus Wales und England. Der Großvater von Jones, der Waliser Rowland Jones, war vermutlich der erste aus diesem Familienzweig, der nach Amerika auswanderte. Unter den Jones’ befanden sich einige angesehene Pastoren und religiöse Führer.
Martha erhielt eine für ein Mädchen des 18. Jahrhunderts typische Ausbildung, die sich auf Haushaltsführung und gesellschaftliche Fähigkeiten beschränkte.
Im Alter von 18 Jahren heiratete sie den zwanzig Jahre älteren, reichen Daniel Parke Custis. Das Paar wohnte nach der Hochzeit auf der Plantage White House. Sie hatten vier Kinder, von denen zwei als Kleinkinder starben: Daniel jun., Frances, John Parke Custis „Jacky“ und Martha „Patsy“ Parke Custis. Ihr Mann Daniel sen. starb im Jahr 1757. Seine Frau erbte die Plantagen Claibourne (3.080 acres) in King William County, Bridge Quarter und Ship Landing in York county (ca. 1.000 acres) sowie Grundstücke in Williamsburg und Jamestown.
Am 6. Januar 1759 heiratete die Witwe Martha Dandridge Custis den Oberst George Washington. Die Ehe blieb kinderlos. Das Paar kümmerte sich aber, nach dem Tod von Marthas Sohn Jacky, um dessen vier Kinder. Zwei der Kinder, George Washington Parke Custis (Wash) und Eleanor Parke Custis Lewis (Nelly), wohnten dauerhaft bei ihnen. Ihre Tochter Patsy starb als Heranwachsende an Epilepsie.
Als seine politische Karriere George Washington auf die Schlachtfelder der amerikanischen Revolution führte, reiste sie mit ihm. Die Führung des Präsidentschaftshaushalts in den wechselnden Hauptstädten New York und Philadelphia hatte das Ziel, dass die neu gegründete Republik von Europa als gleichberechtigt anerkannt wurde. Martha galt als herzliche Gastgeberin, bei der sich die Gäste willkommen fühlten.
1797 verabschiedeten sich die Washingtons aus dem öffentlichen Leben und kehrten auf ihren Landsitz Mount Vernon zurück. Nach Washingtons Tod 1799 verbrannte Martha ihre gesamten Briefe. Sie starb 1802 an einem Fieber und wurde neben ihrem Mann in Mount Vernon bestattet.

## Martha Washington und die Sklaverei

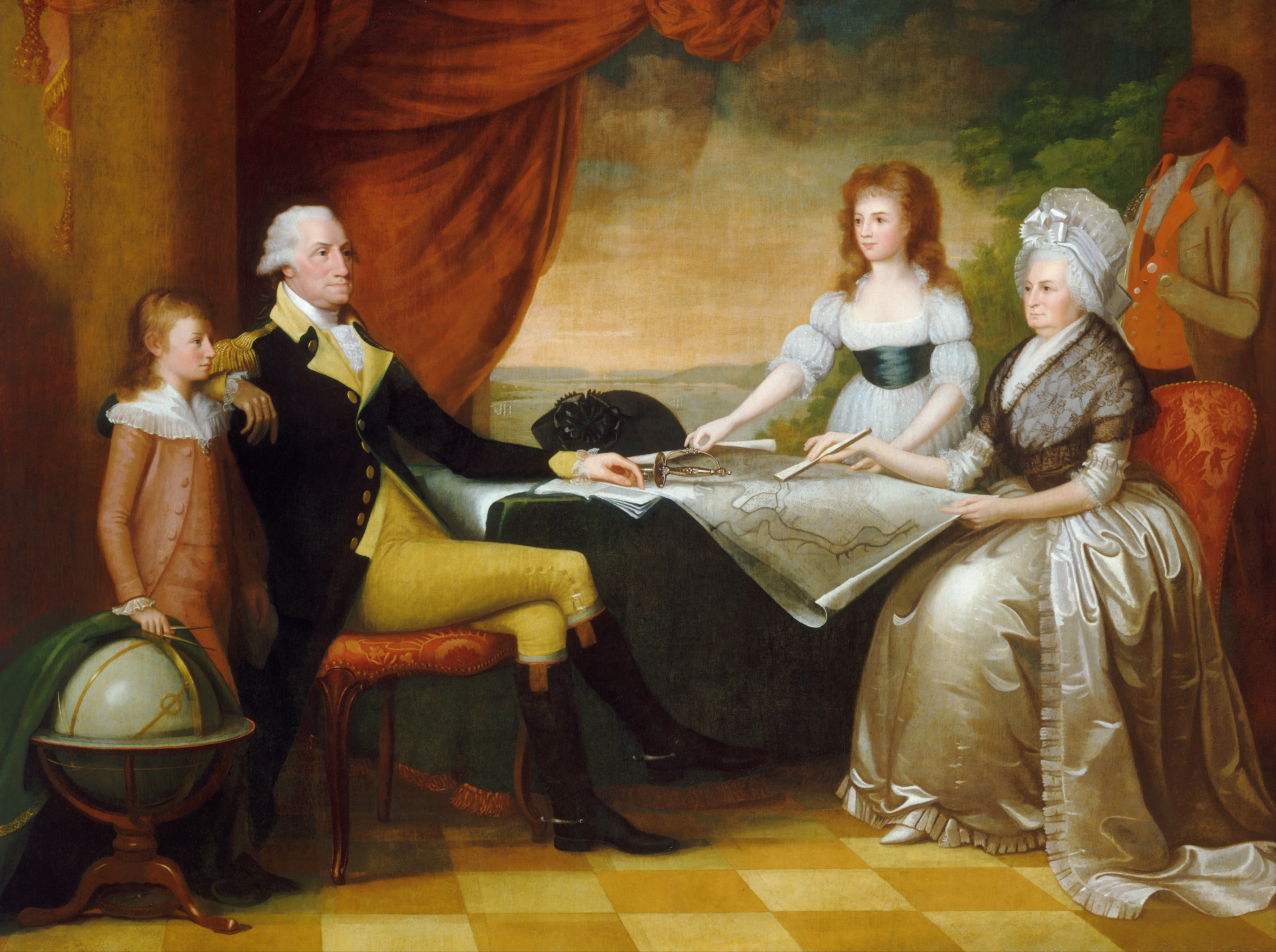
The Washington Family von Edward Savage (1789–1796) zeigt Martha und George Washington mit Wash und Nelly, der Sklave im Hintergrund ist wahrscheinlich Christopher Sheels

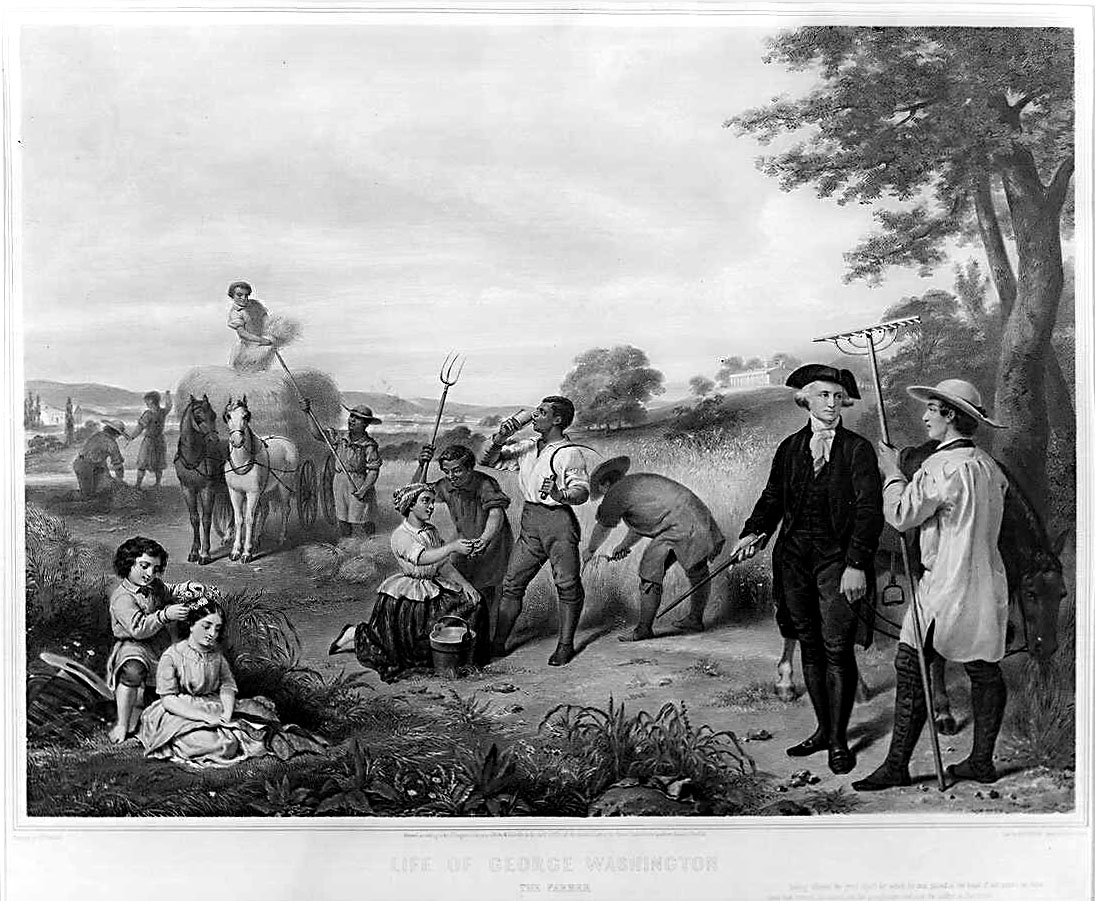
Washington als Aufseher auf seiner Plantage

Martha Washington war in einer Zeit aufgewachsen, in der in den amerikanischen Kolonien die Sklaverei legal war. Es gibt keine Aufzeichnungen darüber, wie sie dazu stand.
Nach dem Tod ihres ersten Ehemanns 1757 erbte die Witwe als Mitgiftsanteil ein Drittel seines Besitzes und das Einkommen daraus zur Nutzung auf Lebenszeit. Die weiteren zwei Drittel verwaltete sie für ihre minderjährigen Kinder. Der vollständige Custisbesitz umschloss mehrere Plantagen und Farmen von insgesamt 27 Quadratkilometern. 285 versklavte Männer, Frauen und Kinder gehörten zu diesen Besitzungen. 1759 war Marthas Anteil 75 Sklaven. Als Martha im April 1759 nach Mount Vernon zog, wurde sie von 155 Sklaven begleitet.
Nach ihrer Heirat mit George Washington 1759 wurde dieser der gesetzliche Verwalter des Custisbesitzes. Aufzeichnungen  belegen jedoch, dass Martha Washington selbst weiterhin Nahrungsmittel einkaufte, das Personal bezahlte und auch andere Entscheidungen traf. Obwohl die Washingtons die Kontrolle über den gesamten Besitz hatten, erhielten sie nur die Einnahmen aus Marthas Drittel.
Washington nutzte den Reichtum seiner Frau, um Land zu erwerben. So verdreifachte er die Größe von Mount Vernon von 2650 Acres auf 8251 Acres. Für mehr als 40 Jahre bewirtschafteten die „Mitgift“-Sklaven seine Ländereien. Die Washingtons verkauften weder Custisland noch Sklaven, da sie diese für Marthas einziges überlebendes Kind, John, verwalteten.
Sieben der neun Sklaven, die Präsident Washington für Haushaltsarbeiten in die damalige Hauptstadt Philadelphia  mitbrachte, waren „Mitgift“-Sklaven. Pennsylvania hatte bereits 1780 mit der Abschaffung der Sklaverei begonnen, aber Nicht-Einwohnern war es erlaubt, Sklaven für sechs Monate zu halten. Um ihren „Besitz“ zu schützen, ließen die Washingtons ihre Sklaven deshalb rotierend in den bzw. aus dem Bundesstaat schaffen, damit diese Sechs-Monats-Regel, eine legale Möglichkeit zur Freilassung, nicht in Kraft treten konnte. Falls die „Mitgift“-Sklaven durch Nachlässigkeit in Freiheit gelangten, hätte Washington eventuell für die Custiserbmasse in Höhe des Wertes dieser Sklaven, gehaftet.

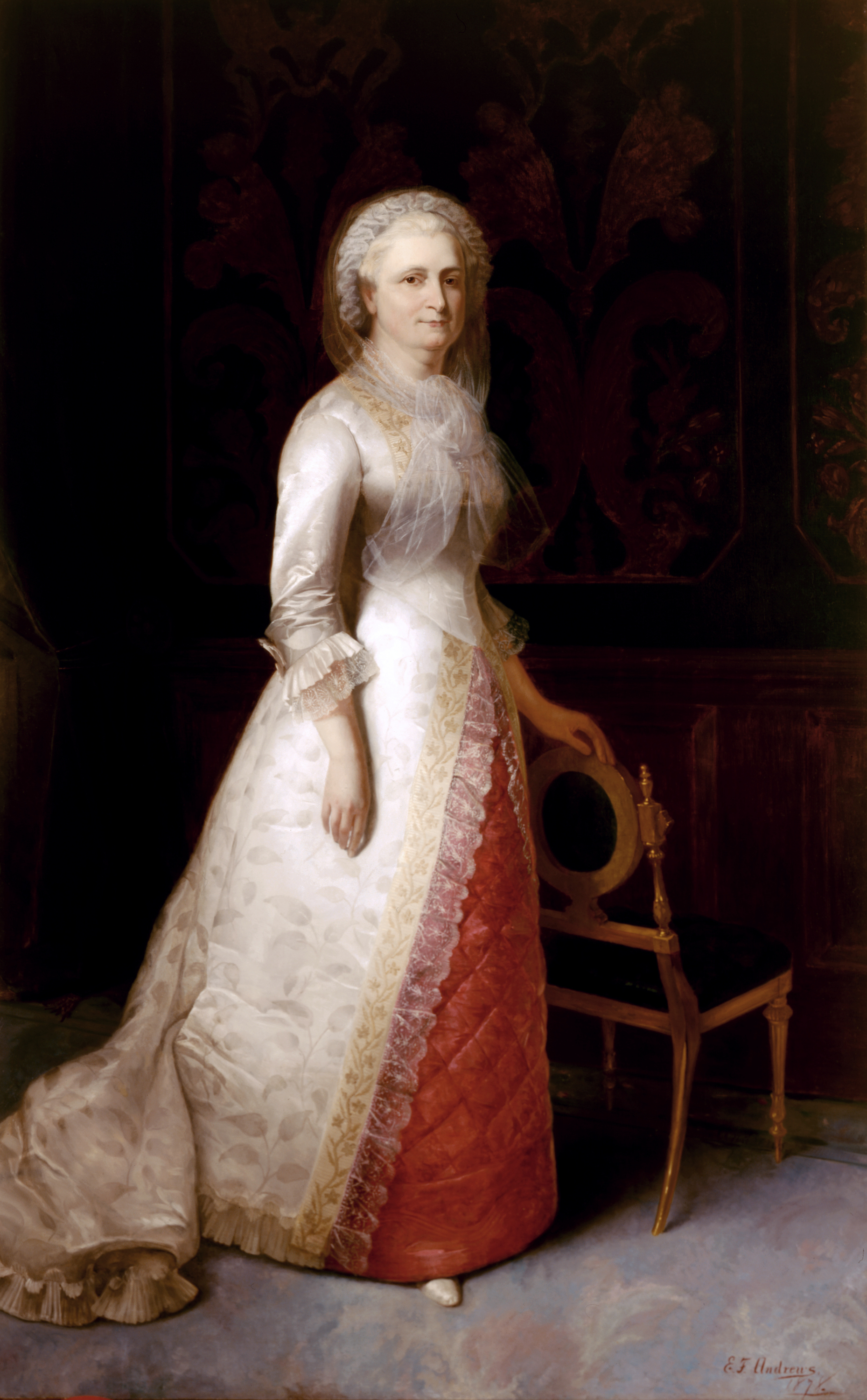
Porträt von 1878 von Eliphalet Frazer Andrews

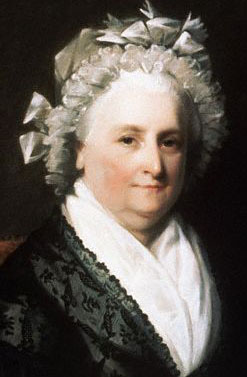
Martha Washington

Martha Washington war sehr aufgebracht, als ihre Sklavin Oney Judge während Washingtons zweiter Amtszeit aus dem Haushalt in Philadelphia floh. In einem Interview von 1840 berichtete Oney Judge, dass die First Lady vorgehabt habe, sie ihrer Enkelin Eliza Custis zur Hochzeit zu schenken. Anfangs versteckte sich Oney bei freien schwarzen Freunden in der Stadt und floh später in den Norden. Patricia Brady schrieb 2005 in ihrer Biographie über Martha Washington:

„Martha fühlte sich verantwortlich für das naive Mädchen unter ihrem Schutz, zumal deren Mutter und Schwester sie in Mount Vernon zurückerwarteten. Was sie niemals verstand, war, dass (Oney) […] den einfachen Wunsch hatte, frei zu sein. Ona, wie sie sich gerne selbst nannte, wollte leben, wo es ihr gefiel, arbeiten, was ihr gefiel, und lesen und schreiben lernen […]. Ona Judge hatte Hochachtung vor Martha […], aber sie sah keine Zukunft als Sklavin für sich und ihre Kinder.“

Im März 1797, in der letzten Woche der Familie Washington in Philadelphia, floh ihr Chefkoch Hercules ebenfalls aus der Sklaverei. Seine Tochter, die in Mount Vernon lebte, erklärte einem Besucher, dass sie froh sei, dass ihr Vater frei sei.
1799 gab es unter den 153 „Mitgift“-Sklaven und den 124 Sklaven Washingtons mindestens ein Dutzend verheiratete Paare. Washington legte in seinem letzten Willen fest, dass seine eigenen Sklaven nach seinem Tod freizulassen waren. Sein Plan, die „Mitgift“-Sklaven aus dem Custiserbe erwerben und auch diese zu befreien, zerschlug sich. Ebenso scheiterte sein Versuch, den Sklaven die Möglichkeit zu schaffen, angemietet zu werden, um sich durch Arbeit aus der Sklaverei zu befreien. Um Martha zu ersparen, mitansehen zu müssen, wie die Sklavenfamilien auseinandergerissen werden, bestimmte Washington in seinem Testament, dass die Sklaven erst nach Marthas Tod freizulassen seien.
Martha ließ Washingtons Sklaven am 1. Januar 1801 frei. Abigail Adams besuchte Mount Vernon zwei Wochen vorher und schrieb: “Many of those who are liberated have married with what are called the dower Negroes, so that they all quit their (family) connections, yet what could she do?” (deutsch: „Viele von denen, die befreit waren, sind verheiratet mit sogenannten Mitgift-Negern, so dass sie all ihre (Familien-)Verbindungen verlieren, also was soll sie machen?“) Adams nannte als Motiv für die frühere Freilassung der Sklaven, dass sich Martha ihres Lebens nicht mehr sicher fühlte, da sie laut George Washingtons Testament mit ihrem Tod freizulassen waren.
Nach Marthas Tod 1802 erbten ihre vier Enkelkinder (die Kinder von Jacky Custis) die „Mitgift“-Sklaven. Elisha, die einzige Sklavin, die ihr selbst gehörte, hinterließ sie ihrem Enkelsohn George Washington Parke Custis.
Der Autor Henry Wiencek diskutiert in seinem Buch An Imperfect God: George Washington, his Slaves, and the Creation of America, dass die Sklavin Ann Dandridge die Schwester und gleichzeitig die Sklavin von Martha Washington war. Diese illegitime Halbschwester (Geburtsdatum unbekannt) war zu einem Viertel Afrikanerin, einem Viertel Cherokee-Indianerin und zur Hälfte Weiße. Ann Dandridge hatte ein Kind von Marthas Sohn (und Anns Neffen) John Parke „Jack“ Custis. Er stützt diese Behauptung auf Dokumente, die er in den Akten von Mount Vernon und bei der Virginia Historical Society entdeckt hatte und erklärte, dass frühere Historiker diese Beweise ignoriert hätten. Laut Wiencek war diese Begebenheit eine von mehreren, die George Washington dazu brachte, die Sklaverei als „abstoßend“ zu bezeichnen, und sie beeinflusste vielleicht die spätere Entscheidung, alle seine Sklaven freizulassen. Die Existenz der Sklavin Ann Dandridge wird auch in Helen Bryans 2002 erschienenem Buch Martha Washington: First Lady of Liberty anerkannt. Bryan berichtet, dass diese „Schattenschwester“ im Alter von Martha gewesen sei und sie als Kinder miteinander gespielt hätten.

## Gedenken

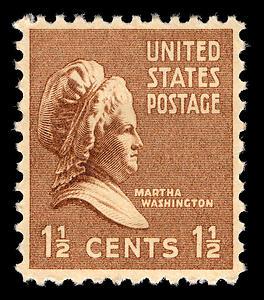
Briefmarke mit Martha Washington

Im Jahr 1886 wurde eine Dollar-Banknote mit einem Bildnis von Martha Washington ausgegeben. Sie und Pocahontas sind die einzigen Frauen, die jemals auf amerikanischen Banknoten abgebildet wurden.
1902 war Martha die erste Amerikanerin, die auf einer US-Briefmarke verewigt wurde.
Ein 1907 für die Triester Reederei Austro-Americana in Glasgow von Russell & Co. gebautes Schiff, das zwischen Triest und New York verkehrte, trug den Namen Martha Washington.
Frank Miller benannte die Heldin seiner Comic-Reihe Give Me Liberty nach ihr, was vermutlich kein Zufall ist, da die Reihe während eines fiktiven Sezessionskrieges in der Zukunft spielt.